# Alessandro Vessella
Alessandro Vessella (Piedimont di Alife, Caserta, 31 maart 1860 – Rome, 6 januari 1929)  was een Italiaans componist, dirigent en muziekpedagoog.

## Levensloop
Vessella studeerde aan het Conservatorio di San Pietro a Majella di Napoli in Napels piano bij Constantino Palumba en compositie bij Paolo Serrao. Als opvolger van Pezzini di Chieti werd hij in 1885 dirigent van de Banda comunale di Roma, die hij tot 1921 met groot succes leidde. Van 1905 tot 1907 dirigeerde hij de populaire concerten van dit stedelijk orkest. Een bepaalde tijd was hij ook dirigent van de La Banda Musicale della Marina Militare. Naast dirigent was hij ook docent aan de befaamde Accademia Nazionale di Santa Cecilia, in Rome.
Zijn grote verdiensten liggen op het gebied van de blaasmuziek, waar hij de mogelijkheden van een harmonieorkest overtuigend heeft bewezen en verder ontwikkelde. De basis voor dit pionierswerk lag in zijn instrumentatiekunst, die hij bij vele bewerkingen van klassieke composities van grote meesters immer heeft bewezen. Zo zette hij zich bijzonder voor de muziek van Richard Wagner in, wiens predestineerde werken hij in prachtige uitvoeringen ook buiten de operagebouwen ten gehore bracht, en dat in een tijd, als de symfonieorkesten in Italië nog van op een afstand daarmee waren. Ook door originele werken voor harmonieorkest leverde hij een goede basis en vaste bijdrage voor dit medium. 
Vessella's Trattato en zijn Studii d'instrumentazione per banda behoren tot het beste wat op dit gebied gepubliceerd is, en hun studie is voor ieder HaFa-dirigent en grote bron van wetenswaardigheden en belangrijke informatie. Een waardevol boek is ook zijn La Banda dalle origini fino ai nostri giorno (Het harmonieorkest - van zijn oorsprong tot heden), wiens eerste uitgave postum in 1935 gepubliceerd werd. 

## Composities

### Werken voor banda (harmonieorkest)
- 1898 Corteo nuziale (bruiloft-optocht)
- 1900 Marcia funebre, treurmars voor de dood van Koning Umberto I van Italië
- Britannia, Rapsodia per Banda
- Campidoglio, marcia trionfale
- Casamicciola, ouverture
- Marcia d'ordinanza del 1° Regimento Granatieri
- President Harding, mars
- Vecchia,  marcia militare

### Missen en gewijde muziek
- 1878 Salve Regina, voor sopraan (of tenor) en strijkkwartet (of orgel)
- 1881 Tre Ore di Agonia di Nostro Seniore Gesù Cristo, voor solisten, gemengd koor en klein orkest (2 violen, altviool, klarinet, fagot, cello, contrabas en harp)
- 1884 Novena di San Sisto, voor tenor, bariton, bas, gemengd koor en orgel

### Werken voor piano
- 1877 Pensiero Melodico di Mi Maggiore (E groot), voor piano (opgedragen aan principessa di Piedimonte e contessa di Alife N. D. Giacinta Santasilia Gaetani)
- Marche a la Turque des Ruines d’Athène di Ludwig van Beethoven, voor twee piano's
- Serenità dell’animo
- Sonata per pianoforte al quartetto

## Publicaties
- Alessandro Vessella: Di un più razionale ordinamento delle musiche militari italiane, Roma, Pallotta, 1894
- Alessandro Vessella: Studi di strumentazione per banda, 1894.
- Alessandro Vessella: Studi d’istrumentazione per banda, Milano, Ricordi, 1897-1901 (fasc. I-VII) e 1931 (fasc. VIII), (l’intera opera è ristampata nel 1932).
- Alessandro Vessella: Ancora di un più razionale ordinamento delle musiche militari italiane. Considerazioni e proposte di riforme, Roma, Tipografia Fratelli Pallotta, 1894 (2a edizione ampliata dello scritto precedente).
- Alessandro Vessella: Sull’evoluzione storica della partitura per banda dal ‘600 all’800, Congresso internazionale di Scienze storiche, Roma, 1903.
- Alessandro Vessella: Le bande militari italiane. Evoluzione e riforma, in «Musica», a. 8, n. 15, 9 agosto 1914, p. 1.
- Alessandro Vessella: Per la ricerca di dati storici sulle Bande e Fanfare d’Italia, in «Musica», a. 11, n. 10, 31 maggio 1917, p. 2.
- Alessandro Vessella: Trattato di strumentazione per banda, Biblioteca di Archeologia e Storia dell'Arte, Roma
- Alessandro Vessella: Sulla evoluzione storica della partitura di banda, in: Atti del Congresso Internazionale di Scienze Storiche, Roma, 1903, Estratto dal vol. VII - sez. IV: Storia dell’Arte Musicale e Drammatica, (1905) (ristampa: Lanciano, Tipografia Francesco Masciangelo, 1927).
- Alessandro Vessella: La banda dalle origini fino ai nostri giorni. Notizie storiche con documenti inediti e un’appendice musicale, Milano, Istituto Editoriale Nazionale, 1935.